# Istoria Bisericii Române Unite în Crișana

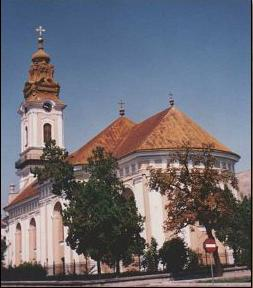
Catedrala greco-catolică Sf. Nicolae din Oradea

În teritoriul numit astăzi Crișana, iar în vechime Partium, istoria Bisericii Române Unite cu Roma este diferită de cea din Transilvania.

## Istoric
Aici eforturile pentru unirea românilor cu Biserica Catolică au început după izgonirea turcilor de către armatele austriece la 1692. În acel an a fost instalat la Oradea episcopul romano-catolic Augustin Benkovits. El a constatat însă că ungurii și germanii din eparhia reînființată adoptaseră în masă calvinismul, astfel încât existau foarte puțini credincioși catolici. Acest lucru a determinat eforturi pentru creșterea numărului de romano-catolici.
Prima problemă de care s-a izbit Augustin Benkovits a fost cea a drepturilor de care se bucura calvinismul, ca religie receptă. Acest lucru limita posibilitățile de convertire la lucrul de la om la om, o soluție prea înceată pentru necesitățile imediate dar și pentru cele pe termen lung ale eparhiei.
Exista însă o mare majoritate românească, "schismatică" (= ortodoxă), lipsită de drepturi cetățenești. Ca urmare, s-a mers pe ideea convertirii lor la romano-catolicism sau, dată fiind opoziția lor față de idee, la greco-catolicism, după modelul rutean.
După ce unele încercări de forță, bazate pe situația de iobăgie a unui mare număr de români ortodocși, au eșuat, s-a apelat la episcopul unit de Muncaci, Iosif Camillis. Acesta a apelat la un călugăr atonit convertit la catolicism, ieromonahul Isaia. De asemenea, episcopul unit de Muncaci a cerut în 1695 scutirea de iobăgie a preoților uniți din Partium, ca decurgând din diploma dată de împăratul Leopold I pentru rutenii uniți cu Roma. Cererea a fost aprobată.
În 17 ianuarie 1700 o nouă hotărâre imperială trece pe toți românii din regiune, fie ei uniți sau "schismatici" (=ortodocși), în autoritatea lui Augustin Benkovits. Deoarece s-au stârnit tulburări, actul a fost completat în octombrie 1701 de precizarea că "schismaticii" sunt supuși scaunului Oradei, dar nu vor fi tulburați în credința lor.
Folosindu-se de răscoala curuților, românii ortodocși vor izbuti să își aducă propriul epicop, pe Petru Hristofor (1708-1712). În această perioadă episcopia romano-catolică de la Oradea (pentru care fusese numit în 1702 contele Emerik Csaki), sub jurisdicția căreia se aflau și românii uniți, nu a mai funcționat. Emerik Csaki a devenit întâi episcop de Eger, apoi de Kalocsa, iar apoi și cardinal. În această calitate a izbutit să trimită ca vicar la Oradea pe Mihail Kebell, care a încercat să-i readucă sub autoritatea scaunului său și pe românii ortodocși. Până la 1729, la moartea sa, nu a obținut rezultate semnificative. Între timp, pentru că nu li se permitea să aibă propriul episcop, românii au apelat la ocrotirea episcopilor sârbi din Arad. Trebuie precizat că Viena arăta în acea vreme o mare toleranță față de sârbi, deoarece îi vedea, pe de-o parte, ca pe un important element de colonizare în Banat iar, pe de altă parte, ca pe un sprijin pentru ocuparea teritoriilor sârbești din Imperiul Otoman. Această politică se va schimba după ce, în urma luptelor din 1804-1813 și 1815-1817 sârbii își câștigă independența.
Cel care a lucrat în mod special pentru unirea cu Roma între 1733-1738 a fost vicarul Paul Forgách. Acesta urmărea obținerea scaunului episcopal și spera că își va atinge scopul prin trecerea românilor la greco-catolicism. Pentru aceasta a folosit felurite metode, de la cele de misiune și propagandă obișnuită până la arestări, amenzi etc. Protopopii și preoții din regiune s-au dovedit mult mai hotărâți și mai statornici decât cei din Ardeal, refuzând ofertele și respingând amenințările. Ca urmare, în 1738 episcopul romano-catolic Csaki Miklos numește ca "protopop suprem" al românilor din tot Bihorul pe Vasile Hataș. Acesta este instalat la Oradea. Protopopii români sunt retrogradați la statutul de vice-protopopi. Episcopul Csaki a folosit alte metode decât Paul Forgách . El a dat lefuri mari peoților care acceptau unirea, a construit o capelă unită la Oradea și o școală românească greco-catolică, a sprijinit cu bani școlile rurale românești. În același timp, pe diferite căi, a încercat să slăbească legăturile dintre românii din zonă și episcopii ortodocși din Arad. 
Politica de uniație a fost continuată și de noul "protopop suprem" Meletie Covaci, instalat în 1746, devenit apoi și episcop, din 1748, ca sufragan a lui Paul Forgach, devenit și acesta episcop în același an. 

### Organizarea Bisericii Unite din Partium la sfârșitul sec. XVIII
Abia în 1777, după mai multe eforturi ale noului vicar de Oradea, Moise Dragoș, se obține organizarea Episcopiei Române Unite de Oradea, aflată sub directul patronaj al împăraților de la Viena. În același timp a fost subordonată Arhiepiscopiei Romano-Catolice de Esztergom.
Unul dintre cei mai remarcabili episcopi ai acestei episcopii a fost Ignatie Darabant (1788-1805), venit de la Blaj. El a sprijinit pe Samuil Micu și Gheorghe Șincai încă dintru început, și chiar și după ce aceștia au intrat în conflict deschis cu episcopul Ioan Bob. A organizat un internat gratuit pentru elevii români din Oradea, a participat la realizarea Supplex Libellus Valachorum, a ctitorit catedrala episcopală (terminată după moartea sa, dar pe baza fondurilor stârnse de el), a avut o mare grijă față de preoții săi etc.
Urmașul său a fost Samuil Vulcan (1807-1839). Acesta a fost de asemenea o personalitate remarcabilă și era de asemenea din Blaj. A terminat catedrala din Oradea, ctitorită de Ignatie Darabant, a plătit tipărirea Lexiconului (Dicționarului) de la Buda din 1825, a sprijinit cărturarii patrioți ai vremii, a organizat în 1828 liceul din Beiuș, a obținut alipirea la eparhia sa a 72 de parohii românești unite din Satu Mare (față de 63, câte erau în Crișana!), salvându-le de la maghiarizare.
Intrat în conflict cu autoritățile din pricina activității sale patriotice, a încercat în 1834-1835 să atragă la unirea cu Roma parohiile ortodoxe din Arad, oferindu-le sprijinul său. Prin eforturile sale 19 parohii ortodoxe din Arad s-au unit cu Biserica Romei.

### Biserica Unită din Partium în sec. al XIX-lea
Eparhia de Oradea Mare a fost subordonată canonic în anul 1854 Arhieparhiei de Alba-Iulia și Făgăraș, fiind până în prezent episcopie sufragană a acesteia.